# Ramp-up
Ramp-up oder Ramp-up-Phase bezeichnet in der Wirtschaftswissenschaft und Wirtschaftsinformatik die Anlaufphase eines Produktes. Die Anlaufaktivitäten im Zeitraum zwischen der Erstellung erster physischer Prototypen bis zur Produktion kundenfähiger Produkte werden koordiniert durch ein Ramp-up-Management (vergleiche auch Betatest). Beispiele sind:
- Software:
 Hier bezieht sich Ramp-up auf die Phase im Lebenszyklus einer neuen Software oder einer neuen Software-Veröffentlichung zwischen dem Entwicklungsende und der allgemeinen Marktfreigabe.[1] Dabei wird die Software in der Regel bei ausgewählten Kunden installiert und hier, unter Betreuung durch den Hersteller, sogenannten Produktivtests unterzogen.[2]
- Webseiten:
 Im Bereich einer Webseite bezeichnet Ramp-up die Zeit, „in der eine Webseite zwar schon online, aber noch nicht in den Suchmaschinen angemessen präsent ist.“[3]
- Zulieferer:
 Im Bereich der Qualitätssicherung der Auto-Zulieferindustrie (Halbleiter) werden in der Ramp-up-Phase Maßnahmen ergriffen, um Probleme bei Produkten und ihren Einzelteilen zu erkennen und zu verhindern.
- Fertigung:
 Im Bereich der Produktion und Fertigung stellt die Ramp-up-Phase den Produktionsvorlauf dar, der benötigt wird, um die Anlage so einzustellen, dass das gewünschte fertige Erzeugnis hergestellt werden kann. Der eigentliche Produktionsprozess wird dabei gestartet, ist jedoch veränderbar (beispielsweise Farbmischungen, bis das gewünschte Ergebnis erreicht wird). Die in der Ramp-up-Phase hergestellten Erzeugnisse werden meist als Ausschussware entsorgt.